# 小笠原秀清
小笠原 秀清（おがさわら ひできよ）は、戦国時代から安土桃山時代にかけての武士・故実家。室町幕府幕臣・細川氏（後の肥後藩主家）家臣。一般には小笠原 少斎（おがさわら しょうさい）の名で、細川ガラシャを介錯した人物として知られる。

## 生涯

### 室町幕府幕臣期
天文16年（1547年）出生。永禄元年（1559年）11月27日、12歳で将軍足利義輝に初の目見え。
生家の小笠原備前守家は京都小笠原氏の嫡流で、元来奉公衆の一員であったが、将軍義輝のもとで申次衆に編入されていた。「永禄六年諸役人付」では、申次に父稙盛（備前守・民部少輔）とともに小笠原又六（秀清）が記載されている。永禄8年（1565年）5月19日の永禄の変で稙盛は義輝と共に討死したともされるが、変の後も活動が見られることから生存しており、天正年間に没した。
秀清は永禄の変後に浪人となり、京都深草に住し加々美少左衛門と名をあらためていた。永禄12年（1569年）7月には美濃国岐阜の近辺に居住しており、元亀３年（1572年）正月までには京に戻っている。天正元年（1573年）以前に家督を相続し、天正元年4月には幕臣としての活動が見られることから幕府に再出仕したと見られるが、これ以降幕臣としての活動は見られなくなる。

### 織田政権期、細川氏家臣期
天正元年（1573年）7月の足利義昭の没落に秀清は随行せず、以後は織田氏政権との関係が見られる。天正9年2月28日の京都馬揃えには、旧幕府関係者と共に秀清も参加したとの指摘もある。
天正10年（1582年）の本能寺の変後、羽柴秀吉から知行地を横領され、丹後国の細川藤孝の元に下向、客分となり500石（600石とも）を給された。後に剃髪して少斎と号したが、その時期は藤孝と同時の天正10年（1582年）とも、慶長元年（1596年）ともいう。

### 最期

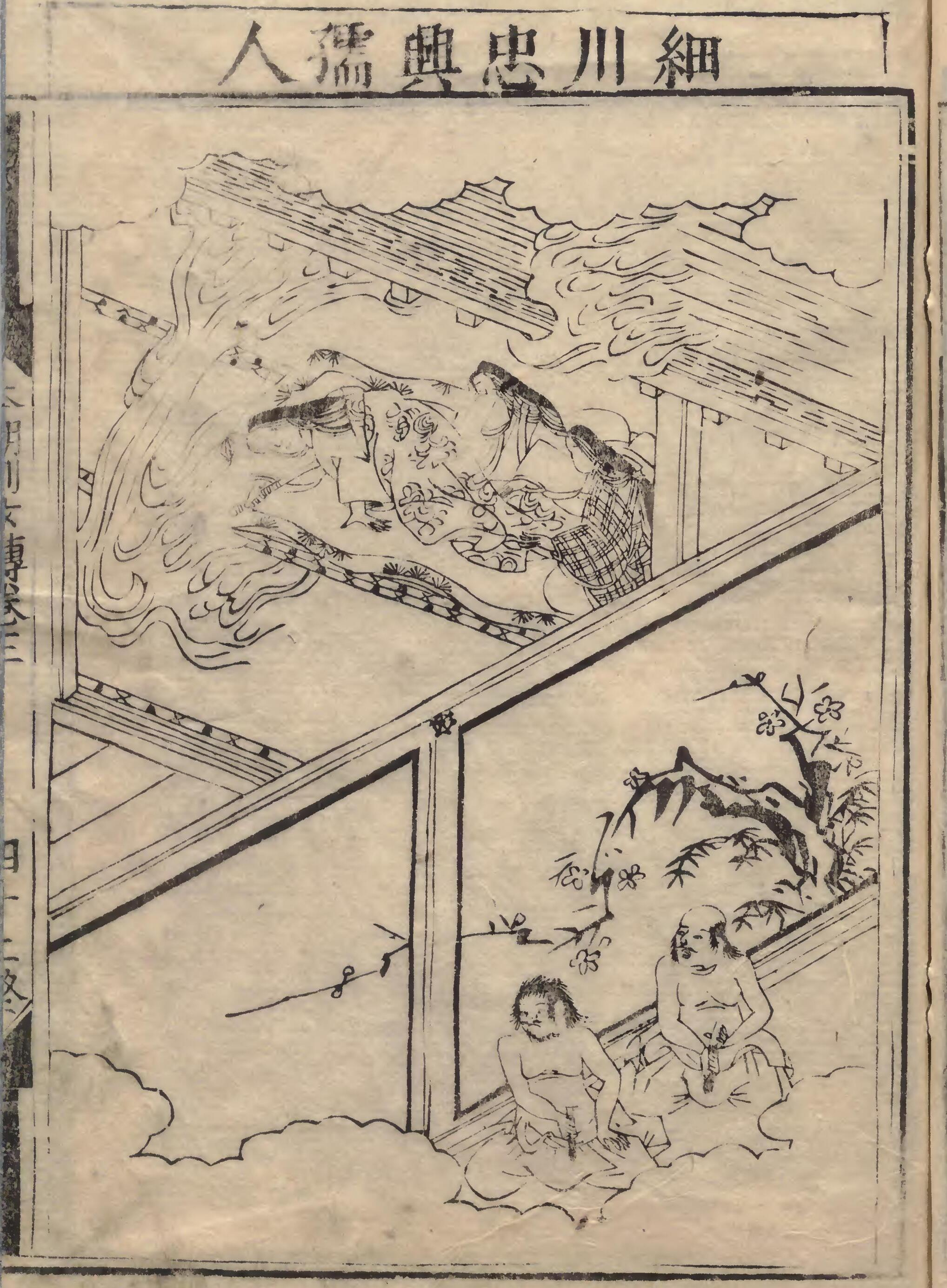
小笠原秀清

慶長5年（1600年）6月、細川忠興が会津征伐に従軍すると、家老であった秀清は、川北一成・稲富祐直（一夢）らとともに大坂屋敷の留守居を命じられた。7月16日、忠興の正室の玉子（ガラシャ）の大坂城登城を促す石田三成方の使者が来るが、秀清らはこれを拒絶。ガラシャと相談の上、重ねて要求のあったときには自害すると決定した。17日、石田方の兵に屋敷を囲まれると、秀清はガラシャの胸を長刀で突き介錯した。この後、秀清は屋敷に火をかけて、川北一成らと共に自害した。享年54。秀清の家臣三名もこれに殉じた。
稲富祐直は包囲方に加わっていた砲術の弟子の手引きで逃亡したため、後に忠興の勘気を蒙ることになった。

## 武家故実
生家の京都小笠原氏は、室町時代初期に小笠原宗家（信濃小笠原氏）から分かれ、代々京都で奉公衆として室町幕府に仕え、6代将軍足利義教以降、代々将軍の弓馬師範を務める家柄であり、武家故実の中心的存在であった。秀清も武家故実に関与しており、蜷川家文書の武家故実に関するものには秀清の口伝本を書写したものがある。また弓術の日置流雪荷派の伝書などには、始祖の吉田雪荷は秀清から故実を伝授されたとの記述がある。
秀清の子孫は江戸時代を通じ故実を伝えていたが、明治15年、当主小笠原宥（小笠原長厚）の代で出水神社（水前寺公園）に小笠原流の流鏑馬を奉納し、その活動を終えた。

## 系譜
秀清の子孫は、細川忠興の近親などと縁戚を結び、細川家の重職を歴任した。
- 嫡男・長元（長貞・長基、備前）には、細川忠興の姪で吉田兼治の息女たま（生母は細川幽斎の娘の伊也）が嫁した。子孫は知行六千石。藩主一門と婚姻を重ね、備頭・家老などの要職に就いた。[5]長元の次男の長昌・三男の長義が分家したが、長義は寛文9年（1669年）、陽明学徒追放により藩を離れた[19]。
- 次男・長良（宮内少）には、細川幽斎の息女で長岡孝以室であった千が再嫁した。知行六百石。子はなく一代で断絶[20]。キリシタンであったが棄教した。
- 三男・長定（与三郎・刑部入道玄也）には、細川家重臣の加賀山興良の息女みやが嫁した。興良はキリシタンで、元和5年（1619年）10月15日小倉で殉教[21]。長定一家もキリシタンであり棄教を迫られ続けたものの、その後も長らく秘匿されていた。細川家の移封に従い熊本に移るが、長崎奉行への密告があって幕府に露見したため、寛永12年12月22日[22]（1636年1月30日[21]）、熊本禅定寺において家族・従者と共に殉教した。平成19年（2007年）6月1日、家族・従者ともに福者に列せられることが決定し（ペトロ岐部と187殉教者）[23]、平成20年（2008年）11月24日に長崎県長崎市の長崎県営野球場で列福式が執り行われた[24]。
- 小笠原家は、秀清－長元－長之－長英－長知－長衡（長軌）－長栄－長頭－長視－長洪－長厚（宥）と続く[25]。なお、秀清が介錯したガラシャの嫡孫にあたる長岡忠春の正室には、秀清の孫にあたる長之の娘の三が嫁した。また、第6代当主・小笠原備前長軌（ながのり）は、細川宣紀の娘の津與姫を妻に迎えている。

## 演者
- 葵 徳川三代 （2000年・NHK大河ドラマ 演：村松克巳）
- 功名が辻 （2006年・NHK大河ドラマ 演：嶋田久作）